# 고마아에

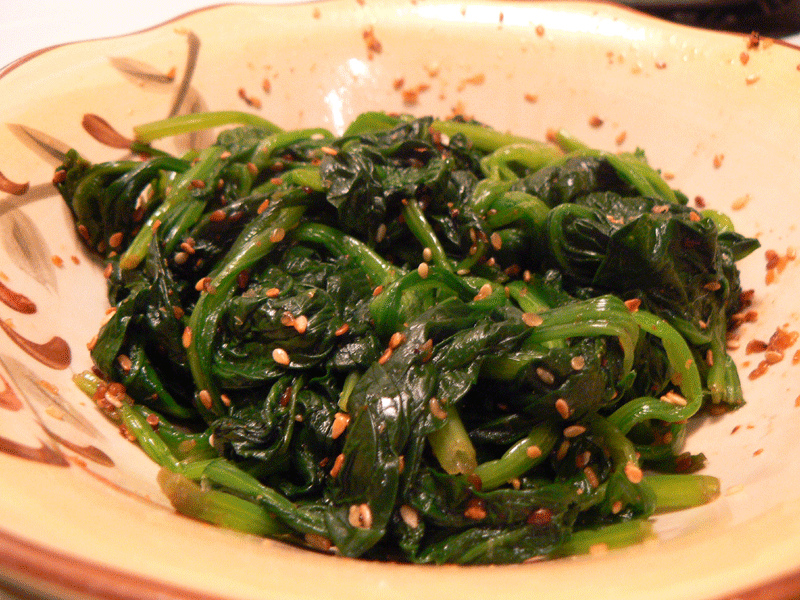
시금치가 들어있는 고마아에

고마아에 (胡麻和え)는 일본의 반찬이다. 야채와 참깨 드레싱으로 만들어진다. 서양의 일본 음식점에서 흔히 볼 수 있는 가장 흔한 버전 중 하나는 시금치 샐러드 형태이며, 참깨 사케 소스나 된장을 섞어서 위에 참깨를 얹는다. 종종 설탕과 간장도 사용된다. 다른 형태로는, 녹두나 다른 채소들을 사용한다.

## 참고 서적
- Stone, Martha (2014). 《Traditions of Japanese Cooking: Learning Basic Recipes in Traditional Japanese Cooking》. Martha Stone. 96쪽. GGKEY:YSE6EDX1NGR.
- Chen, Namiko (2014). 《Just One Cookbook – Essential Japanese Recipes》. eBookIt.com. 38쪽. ISBN 978-1-4566-2144-5.
- Garson, Sandra (2011). 《Veggiyana: The Dharma of Cooking: With 108 Deliciously Easy Vegetarian Recipes》. Wisdom Publications. 295쪽. ISBN 978-0-86171-881-8.

## 같이 보기
- 샐러드 목록